# Chrysotoxum impressum
Chrysotoxum impressum är en tvåvingeart som beskrevs av Becker 1921. Chrysotoxum impressum ingår i släktet getingblomflugor, och familjen blomflugor.
Artens utbredningsområde är Grekland. Inga underarter finns listade i Catalogue of Life.